# Aliança Popular Revolucionària Americana
L'Aliança Popular Revolucionària Americana (APRA) (en castellà: Alianza Popular Revolucionaria Americana, APRA o Partido Aprista Peruano) és un partit polític peruà fundat per Víctor Raúl Haya de la Torre i fou liderat pel president de la República del Perú Alan García. Es troba entre els partits més antics d'Amèrica i és el més antic del Perú. Es caracteritza per haver estat il·legalitzat molts anys durant les dictadures militars, especialment a les dels presidents Luis Miguel Sánchez Cerro, Manuel Odría i Juan Velasco Alvarado. Els seus militants són anomenats "els companys" i els seus opositors coneguts com a "búfals".

## Fundació
Com a moviment polític llatinoamericà es considera el 7 de maig de 1924, en un acte en el qual Haya de la Torre entregà a la Federació d'Estudiants de Mèxic la bandera indoamericana com la fundació oficial de l'APRA. La formulació dels seus principis està en un article publicat en el nombre de desembre de 1926 de la revista anglesa "The Labour Monthly" What's the A.P.R.A. (en anglès), on es formulen els 5 punts de l'APRA, en la creació d'un Front Únic llatinoamericà (o indoamericano segons Haya de la Torre):
1. Acció contra l'Imperialisme ianqui.
2. Per la Unitat Política d'Amèrica Llatina.
3. Per la nacionalització de terres i indústries.
4. Per la internacionalització del Canal de Panamà; i
5. Per la solidaritat amb tots els pobles i classes oprimides del món.

La primera organització política aprista es creà en 1927 en París. Finalment el 20 de setembre de 1930 es funda el Partit Aprista Peruà. Amb la qual cosa l'APRA té una base nacional per a efectuar les seves tasques.
A pesar que l'APRA es proposava ser una agrupació política internacional llatinoamericana, al cap de poc es convertí en partit polític exclusivament peruà, sense sortir mai d'aquest àmbit. De fet els simpatitzants de l'APRA es concentren en la regió de la costa nord peruana, en la qual la militància en el partit s'associa en bona part a la identitat local.

## Història de l'APRA (1931-1985)
En 1931 Haya de la Torre va ser derrotat per mitjà d'un frau pel coronel Luis Miguel Sánchez Cerro, qui va imposar una dictadura que va reprimir l'APRA. Persecucions, expulsions de parlamentaris i l'empresonament de Haya de la Torre van deslligar la Revolució de Trujillo on milers d'apristes van ser afusellats per la dictadura. A pesar del seu assassinat per part d'un aprista de condició humil, la persecució va prosseguir als llarg dels 30 pels governs militars. En aquest moment l'APRA encarnava una forta opció de canvi polític i social en el país per representar els treballadors costaners i urbans. L'APRA va estar implicat en nombroses revoltes i assassinats polítics d'aleshores.
En 1945 van participar en l'aliança que va dur al poder a José Luis Bustamante i Rivero. No obstant això, la seva acció va contribuir a afeblir al govern i la seva promoció d'errades mesures econòmiques i les seves accions contra els dissidents (entre les quals la més greu va ser la de l'assassinat de Francisco Graña, director del diari La Prensa en 1947), van dur a la caiguda de Bustamente i al cop d'estat del general Manuel A. Odría, qui els va perseguir políticament.
Després de la sortida d'Odria van sorprendre a molts per la seva col·laboració amb el govern conservador de Manuel Prado Ugarteche, fent marxa enrere al seu suport a les reformes socials. En 1962 Haya de la Torre va obtenir el triomf a les eleccions presidencials enfront de Fernando Belaúnde Terry i Manuel A. Odría, però un cop d'estat l'hi va impedir ocupar el càrrec. Durant el govern de Belaúnde entre 1963 i 1968, van estar aliats amb Odría, el seu antic enemic ultradretà, i la seva oposició va contribuir -irònicament- a paralitzar moltes de les reformes com l'agrària, que en algun moment van promoure.
En 1968 va arribar al poder el general Juan Velasco Alvarado, mitjançant un cop d'estat. Aquest, si bé va prohibir a l'APRA, va establir un Govern Revolucionari de les Forces Armades per iniciar profundes i radicals reformes econòmiques i socials realitzant moltes de les reformes que abans havien plantejat.
En 1978 Víctor Raúl Haya de la Torre va tenir l'oportunitat de presidir l'Assemblea Constituent de 1978 la qual sancionà la constitució de 1979. Aquesta provocà importants canvis polítics i socials (laïcitat de l'Estat, igualtat de drets d'homes i dones, vot a analfabets i a partir dels 18 anys, entre altres) i de la qual fou un important propulsor.

## Primer Govern de l'APRA
Alan García, candidat de l'APRA, va guanyar les eleccions generals peruanes de 1985 amb el 47% dels vots emesos davant del 21% del marxista Alfonso Barrantes Lingán d'Esquerra Unida. Com que la Constitució demanava que el president fos elegit pel 50% més un dels vots, s'havia de fer una segona volta electoral entre els dos candidats amb més alta votació, però Barrantes va retirar la seva candidatura i García fou declarat com a guanyador.
L'únic govern aprista fins a la data, presidit per Alan García entre 1985 i 1990 va ser molt controvertit. Una fortíssima crisi econòmica va sacsejar al país, expressada en una inflació galopant (entre 2000 i 3000% al final del règim) i una aguda devaluació de l'inti, moneda creada pel mateix govern aprista per a contrarestar la devaluació del sol. La crisi va ser agreujada pel tancament dels préstecs externs al Perú, decretat pel Fons Monetari Internacional en fracassar l'intent d'Alan García de reduir el pagament del deute extern al deu per cent del valor de les exportacions. Així mateix, l'intent d'estatitzar la banca en 1987 va dur a enfrontaments amb l'elit empresarial i inestabilitat econòmica.
D'altra banda, l'acció dels grups terroristes Moviment Revolucionari Túpac Amaru (MRTA) i Sendero Luminoso va créixer en aquest període. Aquests van realitzar nombrosos atemptats a Lima i altres ciutats a partir de 1989. L'acció de les forces de l'ordre va ser summament ineficaç; aquestes van respondre, amb una campanya repressiva que va costar milers de vides (un dels casos més notoris va ser la matança en una presó, portada a terme el 19 de juliol, que van ser assassinats 300 presoners detinguts per terrorisme que s'havien amotinat en les presons de San Juan de Lurigancho i El Frontón) en el seu intent per posar ordre.
Diversos membres de l'APRA, indignats amb els actes d'aquest govern (implicat en nombrosos i sonats escàndols de corrupció), van abandonar el partit.

## A l'oposició (1990-2006)
Durant els anys 1990 el Partit Aprista, a pesar del desprestigi del seu govern va assolir tenir la segona majoria en el Congrés de la República del Perú (després del FREDEMO), la qual cosa no li va permetre a Alberto Fujimori portar a terme les seves reformes econòmiques, raó per la quel el 5 d'abril de l'any 1992 va donar un "auto-cop d'estat". Durant aquests anys, l'APRA no va poder participar del Congrés Constituent Democràtic però sí que va assolir una considerable presència en el Congrés de la República del Perú en el període 1995-2000.
En el 2001, després de la dimissió de Fujimori per un escàndol de compra de diputats, el líder aprista Alan García va retornar al país. En les eleccions generals peruanes de 2001 va desplaçar al tercer lloc la candidata Lourdes Flores i va accedir a la segona volta electoral contra Alejandro Toledo, qui finalment el va derrotar per un estret marge.

## Segon Govern de l'APRA
El candidat Alan García va llançar novament la seva candidatura a les eleccions generals peruanes de 2006. Les eleccions van ser molt ajustades però en una segona volta, Alan García va derrotar Ollanta Humala, convertint-se per segona vegada en President de la República del Perú. El seu govern compta l'agost de 2006, amb 74% d'aprovació ciutadana.
El seu segon govern, s'ha caracteritzat a la data per alts índexs de corrupció i subjecció al capital estranger, diverses mesures d'austeritat fracassades, la reestructuració de les relacions diplomàtiques, l'inici de grans projectes econòmics, que van provocar inestabilitat social per les protestes de comunitats andines i amazòniques contra projectes extractius.
Lourdes Flores, Alejandro Toledo i Ollanta Humala encapçalaren l'oposició. Per a març de 2009, la seva segona gestió era aprovada aproximadament pel 24% de peruans, recuperant-se del seu nivell més baix, 19%, aconseguit al novembre de 2008. El 27 de juliol de 2006, Alan García va anunciar als integrants del seu primer Consell de Ministres, el qual és presidit per Jorge Del Castillo, íntim amic de García Pérez i Secretari General del Partit Aprista. Destaquen cinc dones, el més alt en la història peruana i un dels més alts a nivell d'Amèrica Llatina, a més de nombrosos independents i treballadors del règim toledista, mentre que solament set apristes integren el Consell. Amb la renúncia de Pilar Mazzetti el febrer de 2007, van quedar cinc dones i es va agregar un aprista al Gabinet.

## Oposició i extraparlamentari
Mercedes Aráoz va guanyar la majoria a la convenció nacional del partit i va acceptar la nominació per a les eleccions generals peruanes de 2011, però va retirar la nominació el 16 de gener de 2011 per discrepàncies amb el partit, i APRA no va presentar cap candidat a les eleccions. Ollanta Humala guanyà les eleccions peruanes de 2011 i el succeí com a president.
A la primera volta de les eleccions generals peruanes de 2016 Alan García quedà cinquè amb el 5,85% de vots vàlids, el pitjor resultat en les quatre eleccions de primera volta fins aquell moment, i va dimitir com a líder de la formació.
En novembre de 2018 la Justícia peruana va prohibir sortir del Perú a Alan Garcia durant 18 mesos, després que la Fiscalia ampliés una investigació per suposats suborns pagats per la constructora brasilera Odebrecht, i va suïcidar-se el 17 d'abril de 2019 disparant-se un tret al cap quan la policia anava a detenir-lo perquè afrontés diverses acusacions de corrupció en l'Operació Lava Jato. i el partit va escollir César Trelles Lara com el seu successor.
A les eleccions legislatives peruanes de 2020, realitzades després de la dissolució del Congrés el 2019, l'APRA va obtenir un 2,6% dels vots, no aconseguint passar la tanca del 5%, cosa que significa que no tindria representació parlamentària després de 25 anys ininterromputs, i no es van presentar a les eleccions generals peruanes de 2021 després que es retirés la candidatura de Nidia Vílchez.

## Organització de l'APRA
- Comitè Executiu Nacional de l'APRA
- Direcció Política Nacional de l'APRA
- Cèdula Parlamentària Aprista

En el XXII Congrés Nacional de l'APRA "Ramiro Prialé", realitzat el 5, 6 i 7 de juny de 2004, es va nomenar l'actual Comitè Executiu Nacional, així com la Direcció nacional de Política per al període 2004-2006. Jorge Del Castillo va renunciar al seu càrrec de Secretari General per a passar a ésser Primer Ministre del Perú, quedant en el seu lloc el Secretari Col·legiat Maurici Mulder.

## Candidats presidencials de l'APRA
Al llarg de la seva història, el Partit Aprista ha presentat a diversos candidat a la Presidència, sent Víctor Raúl Haya de la Torre i Alan García qui més vegades ho han intentat i aquest últim l'únic President de la República del Perú electe per l'APRA. A continuació es presenten als candidats de l'APRA als processos electorals: